# Schlomo Kaplansky
Schlomo Kaplansky (auch: Solomon Kaplansky, Schlomo Kaplansky oder Shlomo Kaplansky; * 7. März 1884 in Białystok, Russisches Kaiserreich; † 7. Dezember 1950 in Haifa) war zionistischer Politiker, Sozialist und Führer der Poale-Zion-Bewegung.

## Leben
Für die Poale-Zion-Bewegung war er 1904 bis 1912 in Wien, seit 1904 Redakteur des Organs der österreichischen Poale Zion, Der jüdische Arbeiter. 1906 verfasste er das Programm der Gesamtpartei. 1907 war er Mitbegründer und seither erster Sekretär des Welt-Verbandes der Poale Zion, 1912 bis 1919 in Palästina (seit 1912 in Palästina Leiter des Arbeitssekretariats des Poale-Zion-Verbandes; 1913 bis 1919 Sekretär im Hauptbüro des Keren Kajemeth; verfasste 1915 für die Sozialistische Internationale die Denkschrift Die Juden im Kriege und andere Schriften), 1920 bis 1924 in London (Vertreter der Poale Zion bei der englischen Labour Party). Sein Interesse galt insbesondere der genossenschaftlichen Agrarkolonisation und der Aufklärung über den Zionismus in der Sozialistischen Internationale, in deren Exekutive er die Poale Zion vertrat.
In Wien gehörte er dem „Verein zionistischer Hochschüler aus Rußland Leo Pinsker“ an, dem er einige Jahre vorstand.
Ende 1924 Übersiedlung nach Palästina; seither war er dort Mitglied der zionistischen Exekutive (zuständig für Finanz- und Wirtschaftsfragen, Mitglied des Direktorium des Keren Hajessod, Leitung des landwirtschaftlichen Kolonisationsdepartements; seit 1928 Leiter der Wirtschaftszentrale der Histadrut ho-owedim).
1932 bis 1950 war er Leiter des Technions in Haifa.

## Werke
- Probleme der Palästina-Kolonisation. F. Ostertag, Berlin 1923 (Ausgaben des Jüdischen Sozialistischen Weltverbandes Poale-Zion).
- Realitäten und Möglichkeiten Palästinas. Mit einem Vorwort von Franz Oppenheimer. E. Laub, Berlin 1931.